# Kosmos 2105
Kosmos 2105, sovjetski satelit sustava upozorenja o raketnom napadu iz programa Kosmos. Vrste je Oko (US-K; Oko br. 5009).
Lansiran je 20. studenoga 1990. godine u 02:33 s kozmodroma Pljesecka, s mjesta 16/2. Lansiran je u visoku orbitu oko planeta Zemlje raketom nosačem Molnija-M 8K78M Blok 2BL. Orbita mu je bila 595 km u perigeju i 39.751 km u apogeju. Orbitna inklinacija mu je bila 63,27°. Spacetrackov kataloški broj je 20941. COSPARova oznaka je 1990-099A. Zemlju je obilazio u 717,60 minuta. Bio je mase 1900 kg.
Vratio se u atmosferu 21. siječnja 2008. godine. Iz misije je ostalo još nekoliko dijelova koji su se vratili u atmosferu nešto prije, a kružili su u geotransfernoj (Blok-2BL) i niskoj orbiti.

## Vanjske poveznice
- N2YO.com Search Satellite Database (engl.)
- Celes Trak SATCAT Format Documentation (engl.)